# یوآنیس ماسمانیدیس
یوآنیس ماسمانیدیس (یونانی: Γιάννης Μασμανίδης؛ زادهٔ ۹ مارس ۱۹۸۳) بازیکن فوتبال اهل آلمان است.
از باشگاه‌هایی که در آن بازی کرده‌است می‌توان به باشگاه فوتبال وولفسبورگ، باشگاه فوتبال آنورتوسیس فاماگوستا، باشگاه فوتبال آرمینیا بیله‌فلد، باشگاه فوتبال کارلسروهه، باشگاه فوتبال اوپن، باشگاه فوتبال بایر ۰۴ لورکوزن، باشگاه فوتبال نورنبرگ، باشگاه فوتبال وهن ویسبادن، و باشگاه فوتبال آپولون لیماسول اشاره کرد.